# Campeonato da NACAC de Atletismo de 2018 - Resultados
Esses foram os resultados do Campeonato da NACAC de Atletismo de 2018 que ocorreram de 10 a 12 de agosto de 2018 no Varsity Stadium, em Toronto, no Canadá. 

## Resultado masculino

### 100 metros
| Posição | Bateria | Atleta             | Nacionalidade            | Tempo | Notas |
| ------- | ------- | ------------------ | ------------------------ | ----- | ----- |
| 1       | 1       | Hakeem Huggins     | São Cristóvão e Neves    | 10.60 | Q     |
| 2       | 1       | Yohandris Andújar  | República Dominicana     | 10.61 | Q     |
| 3       | 2       | Shaquoy Stephens   | Ilhas Virgens Britânicas | 10.67 | Q     |
| 4       | 1       | Cliff Resias       | Bahamas                  | 10.71 | Q     |
| 5       | 2       | Stanley del Carmen | República Dominicana     | 10.84 | Q     |
| 6       | 2       | Devante Gardiner   | Turcas e Caicos          | 10.95 | Q     |
| 7       | 2       | Lavon Allen        | Monserrate               | 10.95 | q     |
| 8       | 2       | McKish Compton     | São Vicente e Granadinas | 10.96 | q     |
| 9       | 1       | Reberto Boyde      | São Vicente e Granadinas | 11.01 | q     |
| 10      | 1       | Emmanuel Agenor    | Turcas e Caicos          | 11.21 |       |
| 11      | 1       | Saymon Rijo        | Anguila                  | 11.42 |       |
| 12      | 2       | Darien Johnson     | Haiti                    | DNS   |       |

| Posição | Bateria | Atleta             | Nacionalidade            | Tempo | Notas |
| ------- | ------- | ------------------ | ------------------------ | ----- | ----- |
| 1       | 1       | Tyquendo Tracey    | Jamaica                  | 10.12 | Q     |
| 2       | 3       | Kenroy Anderson    | Jamaica                  | 10.13 | Q     |
| 3       | 2       | Kendal Williams    | Estados Unidos           | 10.15 | Q     |
| 4       | 1       | Gavin Smellie      | Canadá                   | 10.15 | Q     |
| 5       | 3       | Cameron Burrell    | Estados Unidos           | 10.16 | Q     |
| 6       | 1       | Warren Fraser      | Bahamas                  | 10.20 | q     |
| 7       | 2       | Bismark Boateng    | Canadá                   | 10.23 | Q     |
| 8       | 2       | Jason Rogers       | São Cristóvão e Neves    | 10.23 | q     |
| 9       | 2       | Mario Burke        | Barbados                 | 10.29 |       |
| 10      | 3       | Reynier Mena       | Cuba                     | 10.30 |       |
| 11      | 1       | Burkheart Ellis Jr | Barbados                 | 10.46 |       |
| 12      | 3       | Yohandris Andújar  | República Dominicana     | 10.49 |       |
| 13      | 3       | Julius Morris      | Monserrate               | 10.50 |       |
| 14      | 3       | Hakeem Huggins     | São Cristóvão e Neves    | 10.51 |       |
| 15      | 1       | Shaquoy Stephens   | Ilhas Virgens Britânicas | 10.52 |       |
| 16      | 2       | Cliff Resias       | Bahamas                  | 10.61 |       |
| 17      | 2       | Jalen Purcell      | Trinidad e Tobago        | 10.72 |       |
| 18      | 1       | Stanley del Carmen | República Dominicana     | 10.73 |       |
| 19      | 3       | Melique García     | Honduras                 | 10.76 |       |
| 20      | 1       | Devante Gardiner   | Turcas e Caicos          | 10.78 |       |
| 21      | 2       | McKish Compton     | São Vicente e Granadinas | 10.85 |       |
| 22      | 3       | Reberto Boyde      | São Vicente e Granadinas | 10.90 |       |
| 23      | 2       | Lavon Allen        | Monserrate               | 11.00 |       |
| 24      | 1       | Keston Bledman     | Trinidad e Tobago        | DNS   |       |

| Posição           | Raia | Atleta          | Nacionalidade         | Tempo | Notas                 |
| ----------------- | ---- | --------------- | --------------------- | ----- | --------------------- |
| Medalha de ouro   | 4    | Tyquendo Tracey | Jamaica               | 10.03 | Recorde do campeonato |
| Medalha de prata  | 5    | Kendal Williams | Estados Unidos        | 10.11 |                       |
| Medalha de bronze | 7    | Cameron Burrell | Estados Unidos        | 10.12 |                       |
| 4                 | 8    | Bismark Boateng | Canadá                | 10.16 |                       |
| 5                 | 6    | Gavin Smellie   | Canadá                | 10.21 |                       |
| 6                 | 2    | Warren Fraser   | Bahamas               | 10.26 |                       |
| 7                 | 3    | Kenroy Anderson | Jamaica               | DNF   |                       |
| 7                 | 1    | Jason Rogers    | São Cristóvão e Neves | DSQ   | R162.8                |

### 200 metros
| Posição | Bateria | Atleta            | Nacionalidade            | Tempo | Notas |
| ------- | ------- | ----------------- | ------------------------ | ----- | ----- |
| 1       | 3       | Aaron Brown       | Canadá                   | 20.58 | Q     |
| 2       | 1       | Kyle Greaux       | Trinidad e Tobago        | 20.74 | Q     |
| 3       | 1       | Nigel Ellis       | Jamaica                  | 20.76 | Q     |
| 4       | 1       | Jaquone Hoyte     | Barbados                 | 20.77 | q     |
| 5       | 2       | Jahnoy Thompson   | Jamaica                  | 20.79 | Q     |
| 6       | 2       | Jerome Blake      | Canadá                   | 20.81 | Q     |
| 7       | 1       | Terrell Smith     | Estados Unidos           | 20.85 | q     |
| 8       | 3       | Andrew Hudson     | Estados Unidos           | 20.87 | Q     |
| 9       | 3       | Teray Smith       | Bahamas                  | 20.90 |       |
| 10      | 2       | Julius Morris     | Monserrate               | 21.11 |       |
| 11      | 2       | Cliff Resias      | Bahamas                  | 21.32 |       |
| 12      | 3       | Robert Moise      | Haiti                    | 21.32 |       |
| 13      | 3       | Arnaldo Romero    | Cuba                     | 21.70 |       |
| 14      | 2       | Nathan Farinha    | Trinidad e Tobago        | 21.70 |       |
| 15      | 1       | Yariel Matute     | Honduras                 | 21.71 |       |
| 16      | 3       | Alexander Ramadin | Antígua e Barbuda        | 21.87 |       |
| 17      | 2       | Devante Gardiner  | Turcas e Caicos          | 22.05 |       |
| 18      | 2       | Melique García    | Honduras                 | 22.26 |       |
| 19      | 1       | Reuberth Boyde    | São Vicente e Granadinas | 22.59 |       |
| 20      | 3       | Warren Hazel      | São Cristóvão e Neves    | DNS   |       |

| Posição           | Raia | Atleta          | Nacionalidade     | Tempo | Notas                 |
| ----------------- | ---- | --------------- | ----------------- | ----- | --------------------- |
| Medalha de ouro   | 4    | Kyle Greaux     | Trinidad e Tobago | 20.11 | Recorde do campeonato |
| Medalha de prata  | 6    | Aaron Brown     | Canadá            | 20.20 |                       |
| Medalha de bronze | 5    | Nigel Ellis     | Jamaica           | 20.57 |                       |
| 4                 | 3    | Jahnoy Thompson | Jamaica           | 20.59 |                       |
| 5                 | 7    | Jerome Blake    | Canadá            | 20.64 |                       |
| 6                 | 8    | Andrew Hudson   | Estados Unidos    | 20.67 |                       |
| 7                 | 1    | Jaquone Hoyte   | Barbados          | 21.20 |                       |
| 8                 | 2    | Terrell Smith   | Estados Unidos    | DSQ   | R162.8                |

### 400 metros
| Posição | Bateria | Atleta            | Nacionalidade            | Tempo | Notas |
| ------- | ------- | ----------------- | ------------------------ | ----- | ----- |
| 1       | 2       | Myles Pringle     | Estados Unidos           | 46.28 | Q     |
| 2       | 2       | Bralon Taplin     | Granada                  | 46.37 | Q     |
| 3       | 2       | Fitzroy Dunkley   | Jamaica                  | 46.55 | Q     |
| 4       | 1       | Nery Brenes       | Costa Rica               | 46.55 | Q     |
| 5       | 1       | Demish Gaye       | Jamaica                  | 46.62 | Q     |
| 6       | 1       | Alonzo Russell    | Bahamas                  | 46.88 | Q     |
| 7       | 2       | Yoandys Lescay    | Cuba                     | 46.94 | q     |
| 8       | 1       | Luis Charles      | República Dominicana     | 47.09 | q     |
| 9       | 2       | Austin Cole       | Canadá                   | 47.13 |       |
| 10      | 1       | Joshua Cunningham | Canadá                   | 47.19 |       |
| 11      | 2       | Anderson Devonish | Barbados                 | 47.73 |       |
| 12      | 1       | Rubén Rey         | Cuba                     | 48.18 |       |
| 13      | 2       | Kimorie Shearman  | São Vicente e Granadinas | 48.19 |       |
| 14      | 2       | McDaniel Olivier  | Haiti                    | 48.60 |       |
| 15      | 1       | OJ Junior Jackson | São Vicente e Granadinas | 49.10 |       |
| 16      | 1       | Warren Hazel      | São Cristóvão e Neves    | DNS   |       |

| Posição           | Raia | Atleta          | Nacionalidade        | Tempo | Notas |
| ----------------- | ---- | --------------- | -------------------- | ----- | ----- |
| Medalha de ouro   | 6    | Demish Gaye     | Jamaica              | 45.47 |       |
| Medalha de prata  | 4    | Nery Brenes     | Costa Rica           | 45.67 |       |
| Medalha de bronze | 7    | Fitzroy Dunkley | Jamaica              | 45.76 |       |
| 4                 | 3    | Myles Pringle   | Estados Unidos       | 45.99 |       |
| 5                 | 1    | Yoandys Lescay  | Cuba                 | 46.21 |       |
| 6                 | 8    | Alonzo Russell  | Bahamas              | 46.26 |       |
| 7                 | 2    | Luis Charles    | República Dominicana | 47.27 |       |
| 8                 | 5    | Bralon Taplin   | Granada              | 47.80 | YC    |

### 800 metros
Final  – 11 de agosto
| Posição           | Atleta           | Nacionalidade            | Tempo   | Notas |
| ----------------- | ---------------- | ------------------------ | ------- | ----- |
| Medalha de ouro   | Brandon McBride  | Canadá                   | 1:46.14 |       |
| Medalha de prata  | Marco Arop       | Canadá                   | 1:46.82 |       |
| Medalha de bronze | Wesley Vázquez   | Porto Rico               | 1:47.63 |       |
| 4                 | Anthonio Mascoll | Barbados                 | 1:48.00 |       |
| 5                 | Drew Piazza      | Estados Unidos           | 1:48.31 |       |
| 6                 | Brandon Lasater  | Estados Unidos           | 1:50.91 |       |
| 7                 | Kasique Oliver   | São Vicente e Granadinas | 1:51.34 |       |
| 8                 | Akani Slater     | São Vicente e Granadinas | 1:51.34 |       |
| 9                 | Ashton Gill      | Trinidad e Tobago        | 1:52.83 |       |
| 10                | Dage Minors      | Bermudas                 | 1:53.10 |       |

### 1.500 metros
Final  – 12 de agosto
| Posição           | Atleta                      | Nacionalidade  | Tempo   | Notas |
| ----------------- | --------------------------- | -------------- | ------- | ----- |
| Medalha de ouro   | Izaic Yorks                 | Estados Unidos | 3:51.85 |       |
| Medalha de prata  | Patrick Casey               | Estados Unidos | 3:51.87 |       |
| Medalha de bronze | Charles Philibert-Thiboutot | Canadá         | 3:52.60 |       |
| 4                 | Pedro Acuña                 | Cuba           | 3:54.08 |       |
| 5                 | Dage Minors                 | Bermudas       | DNS     |       |

### 5.000 metros
Final  – 11 de agosto
| Posição           | Atleta         | Nacionalidade  | Tempo    | Notas |
| ----------------- | -------------- | -------------- | -------- | ----- |
| Medalha de ouro   | Hassan Mead    | Estados Unidos | 14:00.18 |       |
| Medalha de prata  | Riley Masters  | Estados Unidos | 14:01.04 |       |
| Medalha de bronze | Justyn Knight  | Canadá         | 14:01.77 |       |
| 4                 | Emmanuel Bor   | Estados Unidos | 14:02.40 |       |
| 5                 | Kemoy Campbell | Jamaica        | 14:10.68 |       |

### 10.000 metros
Final  – 10 de agosto
| Posição           | Atleta                | Nacionalidade  | Tempo    | Notas |
| ----------------- | --------------------- | -------------- | -------- | ----- |
| Medalha de ouro   | Lopez Lomong          | Estados Unidos | 29:49.03 |       |
| Medalha de prata  | Elkanah Kibet         | Estados Unidos | 29:51.37 |       |
| Medalha de bronze | Reed Fischer          | Estados Unidos | 29:53.63 |       |
| 4                 | Sergio Raez           | Canadá         | 30:20.31 |       |
| 5                 | Yasser Fernando Reyes | Nicarágua      | DNS      |       |

### 110 metros barreiras
| Posição | Bateria | Atleta           | Nacionalidade     | Tempo | Notas  |
| ------- | ------- | ---------------- | ----------------- | ----- | ------ |
| 1       | 2       | Devon Allen      | Estados Unidos    | 13.37 | Q      |
| 2       | 2       | Hansle Parchment | Jamaica           | 13.42 | Q      |
| 3       | 1       | Johnathan Cabral | Canadá            | 13.43 | Q      |
| 4       | 1       | Aleec Harris     | Estados Unidos    | 13.49 | Q      |
| 5       | 2       | Shane Brathwaite | Barbados          | 13.53 | Q      |
| 6       | 1       | Ruebin Walters   | Trinidad e Tobago | 13.66 | Q      |
| 7       | 1       | Jeffery Julmis   | Haiti             | 13.71 | q      |
| 8       | 1       | Rasheem Brown    | Ilhas Caimã       | 14.42 | q      |
| 9       | 2       | Aaron Lewis      | Trinidad e Tobago | 15.48 |        |
| 10      | 2       | Roger Iribarne   | Cuba              | DSQ   | R162.8 |

| Posição           | Raia | Atleta           | Nacionalidade     | Tempo | Notas  |
| ----------------- | ---- | ---------------- | ----------------- | ----- | ------ |
| Medalha de ouro   | 6    | Hansle Parchment | Jamaica           | 13.28 |        |
| Medalha de prata  | 3    | Aleec Harris     | Estados Unidos    | 13.49 |        |
| Medalha de bronze | 7    | Shane Brathwaite | Barbados          | 13.52 |        |
| 4                 | 2    | Jeffery Julmis   | Haiti             | 13.63 |        |
| 5                 | 8    | Ruebin Walters   | Trinidad e Tobago | 13.72 |        |
| 6                 | 5    | Johnathan Cabral | Canadá            | 14.07 |        |
| 7                 | 1    | Rasheem Brown    | Ilhas Caimã       | 14.42 |        |
| 8                 | 4    | Devon Allen      | Estados Unidos    | DSQ   | R168.7 |

### 400 metros barreiras
| Posição | Bateria | Atleta              | Nacionalidade            | Tempo | Notas |
| ------- | ------- | ------------------- | ------------------------ | ----- | ----- |
| 1       | 1       | Kyron McMaster      | Ilhas Virgens Britânicas | 49.16 | Q     |
| 2       | 2       | Annsert Whyte       | Jamaica                  | 49.56 | Q     |
| 3       | 1       | Khallifah Rosser    | Estados Unidos           | 49.68 | Q     |
| 4       | 2       | TJ Holmes           | Estados Unidos           | 49.71 | Q     |
| 5       | 2       | Leandro Zamora      | Cuba                     | 49.76 | Q     |
| 6       | 1       | Shawn Rowe          | Jamaica                  | 49.91 | Q     |
| 7       | 2       | Jehue Gordon        | Trinidad e Tobago        | 50.02 | q     |
| 8       | 1       | Emmanuel Niño       | Costa Rica               | 50.14 | q     |
| 9       | 2       | Pablo Andrés Ibáñez | El Salvador              | 50.50 |       |
| 10      | 2       | Gerald Drummond     | Costa Rica               | 50.65 |       |
| 11      | 2       | Kion Joseph         | Barbados                 | 50.93 |       |
| 12      | 1       | Fabian Norgrove     | Barbados                 | 51.47 |       |
| 13      | 1       | Malik Metivier      | Canadá                   | 51.64 |       |
| 14      | 2       | Lloyd Hanley-Byron  | São Cristóvão e Neves    | 52.86 |       |
| 15      | 1       | Boaz Madeus         | Haiti                    | DNF   |       |

| Posição           | Raia | Atleta           | Nacionalidade            | Tempo | Notas                 |
| ----------------- | ---- | ---------------- | ------------------------ | ----- | --------------------- |
| Medalha de ouro   | 3    | Kyron McMaster   | Ilhas Virgens Britânicas | 48.18 | Recorde do campeonato |
| Medalha de prata  | 6    | Annsert Whyte    | Jamaica                  | 48.91 |                       |
| Medalha de bronze | 4    | Khallifah Rosser | Estados Unidos           | 49.13 |                       |
| 4                 | 7    | Shawn Rowe       | Jamaica                  | 49.40 |                       |
| 5                 | 5    | TJ Holmes        | Estados Unidos           | 49.79 |                       |
| 6                 | 8    | Leandro Zamora   | Cuba                     | 50.01 |                       |
| 7                 | 1    | Jehue Gordon     | Trinidad e Tobago        | 50.12 |                       |
| 8                 | 2    | Emmanuel Niño    | Costa Rica               | 51.13 |                       |

### 3.000 metros com obstáculos
Final  – 12 de agosto
| Posição           | Atleta         | Nacionalidade  | Tempo   | Notas |
| ----------------- | -------------- | -------------- | ------- | ----- |
| Medalha de ouro   | Andy Bayer     | Estados Unidos | 8:28.55 |       |
| Medalha de prata  | Travis Mahoney | Estados Unidos | 8:29.29 |       |
| Medalha de bronze | Jordan Mann    | Estados Unidos | 8:45.14 |       |

### Revezamento 4x100 m
Final  – 12 de agosto
| Posição           | Raia | Nacionalidade     | Atletas                                                                  | Tempo | Notas  |
| ----------------- | ---- | ----------------- | ------------------------------------------------------------------------ | ----- | ------ |
| Medalha de ouro   | 6    | Canadá            | Bismark Boateng, Jerome Blake, Mobolade Ajomale, Aaron Brown             | 38.57 |        |
| Medalha de prata  | 5    | Barbados          | Shane Brathwaite, Mario Burke, Burkheart Ellis Jr, Jaquone Hoyte         | 38.69 |        |
| Medalha de bronze | 7    | Trinidad e Tobago | Nathan Farinha, Jonathan Farinha, Jalen Purcell, Kyle Greaux             | 38.89 |        |
| 4                 | 3    | Jamaica           | Javoy Tucker, Tyquendo Tracey, Nesta Carter, Nigel Ellis                 | 38.96 |        |
| 5                 | 8    | Turcas e Caicos   | Colby Jennings, Ifeanyichukwu Otuonye, Devante Gardiner, Emmanuel Agenor | 41.21 |        |
| 6                 | 4    | Estados Unidos    | Jeff Demps, Kendal Williams, Cordero Gray, Cameron Burrell               | DNF   | [ 22 ] |

### Revezamento 4x400 m
Final  – 12 de agosto
| Posição           | Nacionalidade            | Atletas                                                           | Tempo   | Notas   |
| ----------------- | ------------------------ | ----------------------------------------------------------------- | ------- | ------- |
| Medalha de ouro   | Estados Unidos           | Nathan Strother, Obi Igbokwe, Michael Cherry, Kahmari Montgomery  | 3:00.60 |         |
| Medalha de prata  | Bahamas                  | O'Jay Ferguson, Teray Smith, Michael Mathieu, Alonzo Russell      | 3:03.80 |         |
| Medalha de bronze | Cuba                     | Leandro Zamora, Adrián Chacón, Rubén Caballero, Yoandys Lescay    | 3:04.11 |         |
| 4                 | Canadá                   | Daniel Harper, Austin Cole, Philip Osei, Nathan George            | 3:04.74 |         |
| 5                 | Barbados                 | Anderson Devonish, Anthonio Mascoll, Kion Joseph, Fabian Norgrove | 3:05.97 |         |
| 6                 | São Vicente e Granadinas | OJ Junior Jackson, Kasique Oliver, Akani Slater, Kimorie Shearman | DSQ     | R170.19 |
| 6                 | Jamaica                  | Rusheen McDonald, Fitzroy Dunkley, Ivan Henry, Demish Gaye        | DSQ     | R170.19 |
| 7                 | Turcas e Caicos          |                                                                   | DNS     |         |

### 20 km marcha atlética
Final  – 10 de agosto
| Posição           | Atleta           | Nacionalidade  | Tempo      | Notas |
| ----------------- | ---------------- | -------------- | ---------- | ----- |
| Medalha de ouro   | Evan Dunfee      | Canadá         | 1:25:39.00 |       |
| Medalha de prata  | Nick Christie    | Estados Unidos | 1:30:11.00 |       |
| Medalha de bronze | John Cody Risch  | Estados Unidos | 1:36:05.00 |       |
| 4                 | Emmanuel Corvera | Estados Unidos | DSQ        |       |

### Salto em altura
Final  – 11 de agosto
| Posição           | Atleta            | Nacionalidade     | 2.00 | 2.05 | 2.10 | 2.13 | 2.16 | 2.19 | 2.22 | 2.25 | 2.28 | 2.31 | Resultado | Notas                 |
| ----------------- | ----------------- | ----------------- | ---- | ---- | ---- | ---- | ---- | ---- | ---- | ---- | ---- | ---- | --------- | --------------------- |
| Medalha de ouro   | Jeron Robinson    | Estados Unidos    | –    | –    | –    | –    | o    | –    | xo   | xxo  | o    | xxx  | 2.28      | Recorde do campeonato |
| Medalha de prata  | Michael Mason     | Canadá            | –    | –    | o    | –    | xo   | o    | o    | xo   | xo   | xxx  | 2.28      | Recorde do campeonato |
| Medalha de bronze | Donald Thomas     | Bahamas           | –    | –    | o    | –    | –    | o    | –    | xxo  | xxo  | xxx  | 2.28      | Recorde do campeonato |
| Medalha de bronze | Django Lovett     | Canadá            | –    | –    | xo   | –    | o    | o    | o    | xo   | xxo  | r    | 2.28      |                       |
| 5                 | Jamaal Wilson     | Bahamas           | –    | –    | o    | –    | o    | –    | xo   | xxx  |      |      | 2.22      |                       |
| 6                 | Edgar Rivera      | México            | –    | –    | o    | –    | o    | –    | xxo  | xxx  |      |      | 2.22      |                       |
| 7                 | Clayton Brown     | Jamaica           | –    | o    | o    | o    | o    | xxx  |      |      |      |      | 2.16      |                       |
| 8                 | Trey Culver       | Estados Unidos    | –    | –    | o    | xo   | o    | xxx  |      |      |      |      | 2.16      |                       |
| 9                 | Luis Castro       | Porto Rico        | –    | –    | xxo  | –    | xxo  | –    | xxx  |      |      |      | 2.16      |                       |
| 10                | Kareem Roberts    | Trinidad e Tobago | xo   | –    | xxo  | xxx  |      |      |      |      |      |      | 2.10      |                       |
| 11                | Kivarno Handfield | Turcas e Caicos   | xo   | xxx  |      |      |      |      |      |      |      |      | 2.00      |                       |

### Salto com vara
Final  – 12 de agosto
| Posição           | Atleta          | Nacionalidade  | 5.10 | 5.20 | 5.30 | 5.40 | 5.45 | 5.50 | Resultado | Notas                 |
| ----------------- | --------------- | -------------- | ---- | ---- | ---- | ---- | ---- | ---- | --------- | --------------------- |
| Medalha de ouro   | Scott Houston   | Estados Unidos | xo   | –    | xo   | –    | xo   | xxx  | 5.45      | Recorde do campeonato |
| Medalha de prata  | Shawnacy Barber | Canadá         | o    | –    | o    | xo   | xx–  | x    | 5.40      |                       |
| Medalha de bronze | Cole Walsh      | Estados Unidos | –    | –    | xxx  |      |      |      | NM        |                       |

### Salto em comprimento
Final  – 12 de agosto
| Posição           | Atleta                | Nacionalidade     | #1   | #2   | #3   | #4   | #5   | #6   | Resultado | Notas                 |
| ----------------- | --------------------- | ----------------- | ---- | ---- | ---- | ---- | ---- | ---- | --------- | --------------------- |
| Medalha de ouro   | Marquis Dendy         | Estados Unidos    | 8.29 | x    | x    | 7.94 | 7.80 | x    | 8.29      | Recorde do campeonato |
| Medalha de prata  | Tajay Gayle           | Jamaica           | x    | 7.98 | 8.15 | 7.94 | 8.13 | 8.24 | 8.24      |                       |
| Medalha de bronze | Ramone Bailey         | Jamaica           | x    | 7.82 | 7.87 | 7.77 | 7.60 | 8.09 | 8.09      |                       |
| 4                 | Tyrone Smith          | Bermudas          | 7.57 | x    | x    | 7.21 | 7.82 | 7.98 | 7.98      |                       |
| 5                 | Andwuelle Wright      | Trinidad e Tobago | 7.60 | 7.58 | x    | 7.93 | 7.75 | 7.80 | 7.93      |                       |
| 6                 | Ifeanyichukwu Otuonye | Turcas e Caicos   | x    | x    | 7.77 | x    | 7.78 | x    | 7.78      |                       |
| 7                 | Damarcus Simpson      | Estados Unidos    | x    | x    | 7.54 | 7.57 | x    | 7.76 | 7.76      |                       |
| 8                 | Jared Kerr            | Canadá            | 7.58 | 7.51 | x    | 7.25 | x    | 7.57 | 7.58      |                       |
| 9                 | Charles Greaves       | Barbados          | 7.43 | 7.43 | 7.49 |      |      |      | 7.49      |                       |
| 10                | Lavon Allen           | Monserrate        | 6.95 | x    | 7.43 |      |      |      | 7.43      |                       |
| 11                | Quincy Breell         | Aruba             | x    | 6.93 | 6.16 |      |      |      | 6.93      |                       |
| 12                | Ángel Marcelo Suárez  | Nicarágua         |      |      |      |      |      |      | DNS       |                       |

### Salto triplo
Final  – 10 de agosto
| Posição           | Atleta            | Nacionalidade  | #1    | #2    | #3    | #4    | #5    | #6    | Resultado | Notas |
| ----------------- | ----------------- | -------------- | ----- | ----- | ----- | ----- | ----- | ----- | --------- | ----- |
| Medalha de ouro   | Jordan Díaz       | Cuba           | 16.32 | 16.67 | 16.83 | 16.51 | –     | 16.58 | 16.83     |       |
| Medalha de prata  | Chris Benard      | Estados Unidos | 16.61 | x     | 16.73 | 16.27 | x     | 16.65 | 16.73     |       |
| Medalha de bronze | Keandre Bates     | Estados Unidos | 14.95 | 16.58 | 15.56 | 15.40 | 16.12 | x     | 16.58     |       |
| 4                 | Yordanys Durañona | Dominica       | x     | 15.60 | 16.05 | –     | x     | x     | 16.05     |       |
| 5                 | Kaiwan Culmer     | Bahamas        | x     | x     | x     | 14.11 | 15.86 | 16.01 | 16.01     |       |
| 6                 | Alberto Álvarez   | México         | 15.59 | 15.11 | 15.69 | x     | 15.64 | 15.76 | 15.76     |       |
| 7                 | Patrick Hanna     | Canadá         | 15.32 | 15.11 | 15.36 | 15.20 | 15.16 | x     | 15.36     |       |
| 8                 | Jordan Scott      | Jamaica        | x     | –     | –     | –     | –     | –     | NM        |       |

### Arremesso de peso
Final  – 10 de agosto
| Posição           | Atleta           | Nacionalidade            | #1    | #2    | #3    | #4    | #5    | #6    | Resultado | Notas                 |
| ----------------- | ---------------- | ------------------------ | ----- | ----- | ----- | ----- | ----- | ----- | --------- | --------------------- |
| Medalha de ouro   | Darrell Hill     | Estados Unidos           | 20.62 | 21.52 | 21.68 | x     | x     | x     | 21.68     | Recorde do campeonato |
| Medalha de bronze | Tim Nedow        | Canadá                   | 21.02 | 20.65 | 20.50 | 20.19 | 20.60 | 20.72 | 21.02     |                       |
| Medalha de prata  | O'Dayne Richards | Jamaica                  | 19.80 | 20.89 | 20.35 | 20.78 | 20.13 | x     | 20.89     |                       |
| 4                 | Ashinia Miller   | Jamaica                  | x     | 19.74 | 19.80 | 19.49 | 20.85 | 20.09 | 20.85     |                       |
| 5                 | Eldred Henry     | Ilhas Virgens Britânicas | 19.25 | 19.80 | 20.63 | 20.56 | 19.17 | 18.38 | 20.63     |                       |
| 6                 | Curtis Jensen    | Estados Unidos           | 19.51 | 20.17 | 20.20 | 20.44 | 20.23 | 20.29 | 20.44     |                       |
| 7                 | Hezekiel Romeo   | Trinidad e Tobago        | 16.31 | 17.66 | 17.78 | 18.01 | 17.84 | 17.69 | 18.01     |                       |
| 8                 | Rickssen Opont   | Haiti                    | 16.04 | x     | x     | 16.16 | 14.39 | 15.62 | 16.16     |                       |

### Lançamento de disco
Final  – 12 de agosto
| Posição           | Atleta         | Nacionalidade     | #1    | #2    | #3    | #4    | #5    | #6    | Resultado | Notas                 |
| ----------------- | -------------- | ----------------- | ----- | ----- | ----- | ----- | ----- | ----- | --------- | --------------------- |
| Medalha de ouro   | Fedrick Dacres | Jamaica           | 65.89 | 67.39 | 64.19 | x     | 66.46 | 68.47 | 68.47     | Recorde do campeonato |
| Medalha de prata  | Traves Smikle  | Jamaica           | 64.48 | 63.67 | 61.77 | x     | 65.46 | 64.75 | 65.46     |                       |
| Medalha de bronze | Reggie Jagers  | Estados Unidos    | 55.25 | x     | 62.42 | 62.70 | x     | x     | 62.70     |                       |
| 4                 | Mason Finley   | Estados Unidos    | 59.22 | 58.46 | 60.09 | 59.80 | 61.55 | 58.61 | 61.55     |                       |
| 5                 | Abel Gilet     | Haiti             | 33.24 | 41.50 | x     | x     | 42.91 | x     | 42.91     |                       |
| 6                 | Rickssen Opont | Haiti             | 35.81 | 40.70 | x     | x     | x     | x     | 40.70     |                       |
| 7                 | Akeem Stewart  | Trinidad e Tobago |       |       |       |       |       |       | DNS       |                       |

### Lançamento de martelo
Final  – 11 de agosto
| Posição           | Atleta          | Nacionalidade  | #1    | #2    | #3    | #4    | #5    | #6    | Resultado | Notas                 |
| ----------------- | --------------- | -------------- | ----- | ----- | ----- | ----- | ----- | ----- | --------- | --------------------- |
| Medalha de ouro   | Roberto Sawyers | Costa Rica     | 69.31 | x     | 71.05 | 70.56 | 72.94 | 70.22 | 72.94     | Recorde do campeonato |
| Medalha de prata  | Alex Young      | Estados Unidos | 68.31 | 70.81 | x     | 70.10 | 68.43 | 72.75 | 72.75     |                       |
| Medalha de bronze | Adam Keenan     | Canadá         | 70.19 | 71.40 | 72.72 | 71.05 | 71.98 | x     | 72.72     |                       |
| 4                 | Rudy Winkler    | Estados Unidos | 68.52 | 70.45 | 70.41 | 67.72 | x     | 70.36 | 70.45     |                       |
| 5                 | Caniggia Raynor | Jamaica        | 60.76 | x     | 63.49 | 60.72 | x     | 64.83 | 64.83     |                       |

### Lançamento de dardo
Final  – 11 de agosto
| Posição           | Atleta            | Nacionalidade  | #1    | #2    | #3    | #4    | #5    | #6    | Resultado | Notas                 |
| ----------------- | ----------------- | -------------- | ----- | ----- | ----- | ----- | ----- | ----- | --------- | --------------------- |
| Medalha de ouro   | Anderson Peters   | Granada        | 78.67 | x     | 77.51 | x     | 79.65 | 77.38 | 79.65     | Recorde do campeonato |
| Medalha de prata  | Curtis Thompson   | Estados Unidos | 73.08 | 74.18 | 76.02 | 72.34 | 75.23 | 72.83 | 76.02     |                       |
| Medalha de bronze | Markim Felix      | Granada        | 67.49 | 72.62 | 75.14 | 73.08 | 69.94 | 68.06 | 75.14     |                       |
| 4                 | Capers Williamson | Estados Unidos | 72.24 | 74.39 | 71.72 | 65.14 | 69.96 | 64.12 | 74.39     |                       |
| 5                 | Evan Karakolis    | Canadá         | 63.39 | 66.56 | 64.81 | 66.09 | 68.02 | x     | 68.02     |                       |
| 6                 | Brian Donna       | Haiti          | 51.46 | x     | 46.54 | 41.27 | x     | 47.80 | 51.46     |                       |

## Resultado feminino

### 100 metros
| Posição | Bateria | Atleta                  | Nacionalidade            | Tempo | Notas  |
| ------- | ------- | ----------------------- | ------------------------ | ----- | ------ |
| 1       | 1       | Jenna Prandini          | Estados Unidos           | 11.01 | Q      |
| 2       | 2       | Jonielle Smith          | Jamaica                  | 11.17 | Q      |
| 3       | 2       | Crystal Emmanuel        | Canadá                   | 11.19 | Q      |
| 4       | 2       | Dezerea Bryant          | Estados Unidos           | 11.22 | Q      |
| 5       | 1       | Shelly-Ann Fraser-Pryce | Jamaica                  | 11.25 | Q      |
| 6       | 2       | Khalifa St. Fort        | Trinidad e Tobago        | 11.39 | q      |
| 7       | 1       | Leya Buchanan           | Canadá                   | 11.62 | Q      |
| 8       | 1       | Tahesia Harrigan-Scott  | Ilhas Virgens Britânicas | 11.62 | q      |
| 9       | 2       | Laverne Jones-Ferrette  | Ilhas Virgens Americanas | 11.76 |        |
| 10      | 1       | Taahira Butterfield     | Bermudas                 | 12.22 |        |
| 11      | 2       | Akia Guerrier           | Turcas e Caicos          | DSQ   | R162.8 |

| Posição           | Raia | Atleta                  | Nacionalidade            | Tempo | Notas                 |
| ----------------- | ---- | ----------------------- | ------------------------ | ----- | --------------------- |
| Medalha de ouro   | 4    | Jenna Prandini          | Estados Unidos           | 10.96 | Recorde do campeonato |
| Medalha de prata  | 6    | Jonielle Smith          | Jamaica                  | 11.07 |                       |
| Medalha de bronze | 3    | Crystal Emmanuel        | Canadá                   | 11.11 |                       |
| 4                 | 7    | Dezerea Bryant          | Estados Unidos           | 11.17 |                       |
| 5                 | 5    | Shelly-Ann Fraser-Pryce | Jamaica                  | 11.18 |                       |
| 6                 | 2    | Khalifa St. Fort        | Trinidad e Tobago        | 11.28 |                       |
| 7                 | 1    | Tahesia Harrigan-Scott  | Ilhas Virgens Britânicas | 11.61 |                       |
| 8                 | 8    | Leya Buchanan           | Canadá                   | 11.63 |                       |

### 200 metros
| Posição | Bateria | Atleta                 | Nacionalidade            | Tempo | Notas |
| ------- | ------- | ---------------------- | ------------------------ | ----- | ----- |
| 1       | 2       | Crystal Emmanuel       | Canadá                   | 22.82 | Q     |
| 2       | 2       | Shericka Jackson       | Jamaica                  | 22.97 | Q     |
| 3       | 1       | Jodean Williams        | Jamaica                  | 23.03 | Q     |
| 4       | 2       | Phyllis Francis        | Estados Unidos           | 23.07 | Q     |
| 5       | 1       | Brittany Brown         | Estados Unidos           | 23.22 | Q     |
| 6       | 1       | Semoy Hackett          | Trinidad e Tobago        | 23.31 | Q     |
| 7       | 1       | Ty'nia Gaither         | Bahamas                  | 23.37 | q     |
| 8       | 1       | Reyare Thomas          | Trinidad e Tobago        | 23.62 | q     |
| 9       | 1       | Leya Buchanan          | Canadá                   | 23.91 |       |
| 10      | 2       | Laverne Jones-Ferrette | Ilhas Virgens Americanas | 24.36 |       |

| Posição           | Raia | Atleta           | Nacionalidade     | Tempo | Notas |
| ----------------- | ---- | ---------------- | ----------------- | ----- | ----- |
| Medalha de ouro   | 6    | Shericka Jackson | Jamaica           | 22.64 |       |
| Medalha de prata  | 5    | Crystal Emmanuel | Canadá            | 22.67 |       |
| Medalha de bronze | 7    | Phyllis Francis  | Estados Unidos    | 22.91 |       |
| 4                 | 3    | Jodean Williams  | Jamaica           | 23.19 |       |
| 5                 | 8    | Semoy Hackett    | Trinidad e Tobago | 23.27 |       |
| 6                 | 1    | Ty'nia Gaither   | Bahamas           | 23.41 |       |
| 7                 | 4    | Brittany Brown   | Estados Unidos    | 23.46 |       |
| 8                 | 2    | Reyare Thomas    | Trinidad e Tobago | 23.73 |       |

### 400 metros
| Posição | Bateria | Atleta                  | Nacionalidade            | Tempo | Notas |
| ------- | ------- | ----------------------- | ------------------------ | ----- | ----- |
| 1       | 2       | Courtney Okolo          | Estados Unidos           | 51.81 | Q     |
| 2       | 1       | Stephenie Ann McPherson | Jamaica                  | 52.22 | Q     |
| 3       | 2       | Christine Day           | Jamaica                  | 52.53 | Q     |
| 4       | 1       | Brionna Thomas          | Estados Unidos           | 53.18 | Q     |
| 5       | 1       | Aiyanna Stiverne        | Canadá                   | 53.27 | Q     |
| 6       | 2       | Madeline Price          | Canadá                   | 53.54 | Q     |
| 7       | 2       | Kineke Alexander        | São Vicente e Granadinas | 54.91 | q     |
| 8       | 2       | Lisa Anne Barrow        | Barbados                 | 56.62 | q     |
| 9       | 1       | Tarika Moses            | Ilhas Virgens Britânicas | 57.94 |       |

| Posição           | Raia | Atleta                  | Nacionalidade            | Tempo | Notas |
| ----------------- | ---- | ----------------------- | ------------------------ | ----- | ----- |
| Medalha de ouro   | 4    | Stephenie Ann McPherson | Jamaica                  | 51.15 |       |
| Medalha de prata  | 7    | Aiyanna Stiverne        | Canadá                   | 52.00 |       |
| Medalha de bronze | 3    | Brionna Thomas          | Estados Unidos           | 52.19 |       |
| 4                 | 5    | Courtney Okolo          | Estados Unidos           | 52.21 |       |
| 5                 | 6    | Christine Day           | Jamaica                  | 53.04 |       |
| 6                 | 8    | Madeline Price          | Canadá                   | 53.13 |       |
| 7                 | 1    | Kineke Alexander        | São Vicente e Granadinas | 55.36 |       |
| 8                 | 2    | Lisa Anne Barrow        | Barbados                 | 56.68 |       |

### 800 metros
Final   – 11 de agosto 
| Posição           | Atleta              | Nacionalidade     | Tempo   | Notas                 |
| ----------------- | ------------------- | ----------------- | ------- | --------------------- |
| Medalha de ouro   | Ajeé Wilson         | Estados Unidos    | 1:57.52 | Recorde do campeonato |
| Medalha de prata  | Natoya Goule        | Jamaica           | 1:57.95 |                       |
| Medalha de bronze | Rose Mary Almanza   | Cuba              | 2:00.15 |                       |
| 4                 | Raevyn Rogers       | Estados Unidos    | 2:00.75 |                       |
| 5                 | Lindsey Butterworth | Canadá            | 2:00.81 |                       |
| 6                 | Simoya Campbell     | Jamaica           | 2:00.98 |                       |
| 7                 | Alena Brooks        | Trinidad e Tobago | 2:03.77 |                       |
| 8                 | Sade Sealy          | Barbados          | 2:05.08 |                       |
| 9                 | Sonia Gaskin        | Barbados          | 2:06.54 |                       |

### 1.500 metros
Final   – 12 de agosto 
| Posição           | Atleta            | Nacionalidade  | Tempo   | Notas |
| ----------------- | ----------------- | -------------- | ------- | ----- |
| Medalha de ouro   | Kate Grace        | Estados Unidos | 4:06.23 |       |
| Medalha de prata  | Shannon Osika     | Estados Unidos | 4:06.92 |       |
| Medalha de bronze | Gabriela Stafford | Canadá         | 4:07.36 |       |
| 4                 | Rachel Schneider  | Estados Unidos | 4:09.50 |       |
| 5                 | Nicole Sifuentes  | Canadá         | 4:18.77 |       |
| 6                 | Angelin Figueroa  | Porto Rico     | 4:33.15 |       |

### 5.000 metros
Final   – 10 de agosto
| Posião            | Atleta           | Nacionalidade  | Tempo    | Notas |
| ----------------- | ---------------- | -------------- | -------- | ----- |
| Medalha de ouro   | Rachel Schneider | Estados Unidos | 15:26.19 |       |
| Medalha de prata  | Lauren Paquette  | Estados Unidos | 15:39.40 |       |
| Medalha de bronze | Kate Van Buskirk | Canadá         | 15:50.35 |       |

### 10.000 metros
Final   – 11 de agosto
| Posição           | Atleta          | Nacionalidade  | Tempo    | Notas |
| ----------------- | --------------- | -------------- | -------- | ----- |
| Medalha de ouro   | Marielle Hall   | Estados Unidos | 33:27.19 |       |
| Medalha de prata  | Rochelle Kanuho | Estados Unidos | 33:28.33 |       |
| Medalha de bronze | Rachel Cliff    | Canadá         | 33:30.16 |       |
| 4                 | Sarah Pagano    | Estados Unidos | 33:33.35 |       |

### 100 metros barreiras
| Posição | Bateria | Atleta            | Nacionalidade            | Tempo | Notas |
| ------- | ------- | ----------------- | ------------------------ | ----- | ----- |
| 1       | 2       | Kendra Harrison   | Estados Unidos           | 12.66 | Q     |
| 2       | 1       | Danielle Williams | Jamaica                  | 12.72 | Q     |
| 3       | 2       | Andrea Vargas     | Costa Rica               | 12.94 | Q     |
| 4       | 1       | Queen Harrison    | Estados Unidos           | 13.03 | Q     |
| 5       | 2       | Devynne Charlton  | Bahamas                  | 13.07 | Q     |
| 6       | 2       | Yanique Thompson  | Jamaica                  | 13.17 | q     |
| 7       | 1       | Vanessa Clerveaux | Haiti                    | 13.28 | Q     |
| 8       | 1       | Christie Moerman  | Canadá                   | 13.35 | q     |
| 9       | 2       | Kierre Beckles    | Barbados                 | 13.45 |       |
| 10      | 1       | Kieshonna Brooks  | São Cristóvão e Neves    | 13.80 |       |
| 11      | 1       | Deya Erickson     | Ilhas Virgens Britânicas | 13.80 |       |
| 12      | 2       | Nancy Sandoval    | El Salvador              | 14.31 |       |
| 13      | 2       | Reanda Richards   | São Cristóvão e Neves    | DNS   |       |

| Posição           | Raia | Atleta            | Nacionalidade  | Tempo | Notas                 |
| ----------------- | ---- | ----------------- | -------------- | ----- | --------------------- |
| Medalha de ouro   | 3    | Kendra Harrison   | Estados Unidos | 12.55 | Recorde do campeonato |
| Medalha de prata  | 5    | Danielle Williams | Jamaica        | 12.67 |                       |
| Medalha de bronze | 4    | Andrea Vargas     | Costa Rica     | 12.91 |                       |
| 4                 | 6    | Queen Harrison    | Estados Unidos | 12.93 |                       |
| 5                 | 8    | Devynne Charlton  | Bahamas        | 13.01 |                       |
| 6                 | 2    | Yanique Thompson  | Jamaica        | 13.02 |                       |
| 7                 | 7    | Vanessa Clerveaux | Haiti          | 13.21 |                       |
| 8                 | 1    | Christie Moerman  | Canadá         | 13.33 |                       |

### 400 metros barreiras
| Posição | Bateria | Atleta             | Nacionalidade         | Tempo | Notas |
| ------- | ------- | ------------------ | --------------------- | ----- | ----- |
| 1       | 2       | Leah Nugent        | Jamaica               | 54.85 | Q     |
| 2       | 1       | Janieve Russell    | Jamaica               | 55.07 | Q     |
| 3       | 1       | Georganne Moline   | Estados Unidos        | 55.38 | Q     |
| 4       | 1       | Zurian Hechevarría | Cuba                  | 55.53 | Q     |
| 5       | 2       | Shamier Little     | Estados Unidos        | 56.30 | Q     |
| 6       | 1       | Noelle Montcalm    | Canadá                | 56.73 | q     |
| 7       | 2       | Sparkle McKnight   | Trinidad e Tobago     | 57.14 | Q     |
| 8       | 2       | Tia-Adana Belle    | Barbados              | 57.67 | q     |
| 9       | 1       | Katrina Seymour    | Bahamas               | 57.79 |       |
| 10      | 1       | Janeil Bellille    | Trinidad e Tobago     | 58.81 |       |
| 11      | 2       | Reanda Richards    | São Cristóvão e Neves | 59.86 |       |

| Posição           | Raia | Atleta             | Nacionalidade     | Tempo | Notas                 |
| ----------------- | ---- | ------------------ | ----------------- | ----- | --------------------- |
| Medalha de ouro   | 6    | Shamier Little     | Estados Unidos    | 53.32 | Recorde do campeonato |
| Medalha de prata  | 4    | Janieve Russell    | Jamaica           | 53.81 |                       |
| Medalha de bronze | 3    | Georganne Moline   | Estados Unidos    | 54.26 |                       |
| 4                 | 7    | Zurian Hechevarría | Cuba              | 55.71 |                       |
| 5                 | 5    | Leah Nugent        | Jamaica           | 55.74 |                       |
| 6                 | 8    | Sparkle McKnight   | Trinidad e Tobago | 56.33 |                       |
| 7                 | 2    | Noelle Montcalm    | Canadá            | 56.97 |                       |
| 8                 | 1    | Tia-Adana Belle    | Barbados          | 58.82 |                       |

### 3.000 metros com obstáculos
Final   – 10 de agosto
| Posição           | Atleta        | Nacionalidade  | Tempo   | Notas                 |
| ----------------- | ------------- | -------------- | ------- | --------------------- |
| Medalha de ouro   | Mel Lawrence  | Estados Unidos | 9:45.36 | Recorde do campeonato |
| Medalha de prata  | Emily Oren    | Estados Unidos | 9:56.66 |                       |
| Medalha de bronze | Megan Rolland | Estados Unidos | 9:59.85 |                       |

### Revezamento 4x100 m
Final   – 12 de agosto
| Posição           | Raia | Nacionalidade     | Atletas                                                              | Tempo | Notas |
| ----------------- | ---- | ----------------- | -------------------------------------------------------------------- | ----- | ----- |
| Medalha de ouro   | 4    | Estados Unidos    | Kiara Parker, Shania Collins, Dezerea Bryant, Jenna Prandini         | 42.50 |       |
| Medalha de prata  | 5    | Jamaica           | Shelly-Ann Fraser-Pryce, Jura Levy, Jonielle Smith, Shericka Jackson | 43.33 |       |
| Medalha de bronze | 6    | Canadá            | Shaina Harrison, Crystal Emmanuel, Phylicia George, Jellisa Westney  | 43.50 |       |
| 4                 | 3    | Trinidad e Tobago |                                                                      | DNS   |       |

### Revezamento 4x400 m
Final   – 12 de agosto
| Posição           | Nacionalidade  | Atletas                                                                 | Tempo   | Notas |
| ----------------- | -------------- | ----------------------------------------------------------------------- | ------- | ----- |
| Medalha de ouro   | Estados Unidos | Briana Guillory, Jasmine Blocker, Kiana Horton, Courtney Okolo          | 3:26.08 |       |
| Medalha de prata  | Jamaica        | Stephenie Ann McPherson, Tiffany James, Anastasia Le-Roy, Christine Day | 3:27.25 |       |
| Medalha de bronze | Canadá         | Micha Powell, Aiyanna Stiverne, Travia Jones, Alicia Brown              | 3:28.04 |       |

### 20 km marcha atlética
Final   – 10 de agosto
| Posição           | Atleta              | Nacionalidade  | Tempo      | Notas                 |
| ----------------- | ------------------- | -------------- | ---------- | --------------------- |
| Medalha de ouro   | Maria Michta-Coffey | Estados Unidos | 1:36:34.00 | Recorde do campeonato |
| Medalha de prata  | Mirna Sucely        | Guatemala      | 1:38:36.00 |                       |
| Medalha de bronze | Katie Burnett       | Estados Unidos | 1:39:31.00 |                       |
| 4                 | Dalia Oliveras      | Porto Rico     | 1:41:01.00 |                       |
| 5                 | Robyn Stevens       | Estados Unidos | DSQ        |                       |

### Salto em altura
Final   – 10 de agosto
| Posição           | Atleta              | Nacionalidade  | 1.73 | 1.76 | 1.79 | 1.82 | 1.85 | 1.88 | 1.91 | 1.94 | Resultado | Notas                 |
| ----------------- | ------------------- | -------------- | ---- | ---- | ---- | ---- | ---- | ---- | ---- | ---- | --------- | --------------------- |
| Medalha de ouro   | Levern Spencer      | Santa Lúcia    | –    | –    | –    | xo   | o    | –    | xo   | xxx  | 1.91      | Recorde do campeonato |
| Medalha de prata  | Elizabeth Patterson | Estados Unidos | –    | –    | o    | –    | o    | xxo  | xx–  | x    | 1.88      |                       |
| Medalha de bronze | Loretta Blaut       | Estados Unidos | o    | xxo  | o    | xo   | xxx  |      |      |      | 1.82      |                       |
| 4                 | Ximena Esquivel     | México         | –    | xo   | –    | xxo  | xxx  |      |      |      | 1.82      |                       |
| 5                 | Alyxandria Treasure | Canadá         | –    | xxx  |      |      |      |      |      |      | NM}       |                       |

### Salto com vara
Final   – 11 de agosto
| Posição           | Atleta            | Nacionalidade  | 4.10 | 4.30 | 4.40 | 4.45 | 4.60 | 4.65 | 4.70 | 4.75 | 4.80 | Resultado | Notas                 |
| ----------------- | ----------------- | -------------- | ---- | ---- | ---- | ---- | ---- | ---- | ---- | ---- | ---- | --------- | --------------------- |
| Medalha de ouro   | Katie Nageotte    | Estados Unidos | –    | –    | –    | o    | xo   | –    | xo   | xo   | xxx  | 4.75      | Recorde do campeonato |
| Medalha de prata  | Yarisley Silva    | Cuba           | –    | –    | xo   | o    | –    | xo   | xxo  | xxx  |      | 4.70      |                       |
| Medalha de bronze | Sandi Morris      | Estados Unidos | –    | –    | –    | o    | xo   | o    | xxx  |      |      | 4.65      |                       |
| 4                 | Alisandra Negrete | México         | o    | xxx  |      |      |      |      |      |      |      | 4.10      |                       |
| 5                 | Anicka Newell     | Canadá         | –    | –    | xxx  |      |      |      |      |      |      | NM        |                       |

### Salto em comprimento
Final   – 11 de agosto
| Posição           | Atleta             | Nacionalidade            | #1   | #2   | #3   | #4   | #5   | #6   | Resultado | Notas |
| ----------------- | ------------------ | ------------------------ | ---- | ---- | ---- | ---- | ---- | ---- | --------- | ----- |
| Medalha de ouro   | Sha'Keela Saunders | Estados Unidos           | 6.60 | 6.34 | 6.33 | 6.48 | x    | x    | 6.60      |       |
| Medalha de prata  | Quanesha Burks     | Estados Unidos           | 6.28 | 6.52 | 6.55 | 6.47 | 6.59 | 6.42 | 6.59      |       |
| Medalha de bronze | Tisanna Hickling   | Jamaica                  | 6.38 | x    | 6.10 | x    | x    | 4.68 | 6.38      |       |
| 4                 | Tyra Gittens       | Trinidad e Tobago        | 5.53 | 6.09 | 6.25 | 5.83 | 6.02 | 5.78 | 6.25      |       |
| 5                 | Chantel Malone     | Ilhas Virgens Britânicas | 6.00 | 6.18 | 6.05 | 6.17 | 6.18 | 6.19 | 6.19      |       |
| 6                 | Bianca Stuart      | Bahamas                  | 5.99 | x    | 5.94 | 6.09 | x    | 6.07 | 6.09      |       |
| 7                 | Alysbeth Félix     | Porto Rico               | 5.98 | 6.00 | 6.04 | x    | x    | 6.00 | 6.04      |       |
| 8                 | Kala Penn          | Ilhas Virgens Britânicas | 6.01 | 5.95 | x    | x    | 5.97 | –    | 6.01      |       |

### Salto triplo
Final   – 12 de agosto
| Posição           | Atleta            | Nacionalidade            | #1    | #2    | #3    | #4    | #5    | #6    | Resultado | Notas                 |
| ----------------- | ----------------- | ------------------------ | ----- | ----- | ----- | ----- | ----- | ----- | --------- | --------------------- |
| Medalha de ouro   | Shanieka Ricketts | Jamaica                  | 13.79 | 14.04 | x     | 13.55 | 14.21 | 14.25 | 14.25     | Recorde do campeonato |
| Medalha de prata  | Tori Franklin     | Estados Unidos           | 13.82 | 13.99 | x     | x     | 14.09 | 13.83 | 14.09     |                       |
| Medalha de bronze | Thea LaFond       | Dominica                 | x     | x     | 13.74 | 12.56 | x     | 13.60 | 13.74     |                       |
| 4                 | Caroline Ehrhardt | Canadá                   | x     | 13.26 | 13.54 | 13.63 | x     | 13.36 | 13.63     |                       |
| 5                 | Lynnika Pitts     | Estados Unidos           | 12.98 | 13.39 | 13.32 | 13.32 | 11.23 | 13.17 | 13.39     |                       |
| 6                 | Ayanna Alexander  | Trinidad e Tobago        | 12.91 | 12.94 | x     | 12.86 | 12.89 | 12.91 | 12.94     |                       |
| 7                 | Odrine Belot      | Haiti                    | 12.24 | x     | x     | 11.88 | 12.30 | 12.06 | 12.30     |                       |
| 8                 | Kala Penn         | Ilhas Virgens Britânicas |       |       |       |       |       |       | DNS       |                       |

### Arremesso de peso
Final   – 12 de agosto
| Posição           | Atleta             | Nacionalidade            | #1    | #2    | #3    | #4    | #5    | #6    | Resultado | Notas |
| ----------------- | ------------------ | ------------------------ | ----- | ----- | ----- | ----- | ----- | ----- | --------- | ----- |
| Medalha de ouro   | Maggie Ewen        | Estados Unidos           | 17.06 | 17.35 | 18.22 | 17.84 | 17.95 | x     | 18.22     |       |
| Medalha de prata  | Cleopatra Borel    | Trinidad e Tobago        | 17.01 | 17.83 | x     | 17.39 | 17.42 | 17.08 | 17.83     |       |
| Medalha de bronze | Jessica Ramsey     | Estados Unidos           | 17.80 | x     | x     | 16.89 | x     | x     | 17.80     |       |
| 4                 | Trevia Gumbs       | Ilhas Virgens Britânicas | x     | x     | x     | –     | –     | –     | NM        |       |
| 5                 | Lloydricia Cameron | Jamaica                  |       |       |       |       |       |       | DNS       |       |

### Lançamento de disco
Final   – 10 de agosto
| Posição           | Atleta          | Nacionalidade            | #1    | #2    | #3    | #4    | #5    | #6    | Resultado | Notas                 |
| ----------------- | --------------- | ------------------------ | ----- | ----- | ----- | ----- | ----- | ----- | --------- | --------------------- |
| Medalha de ouro   | Yaime Pérez     | Cuba                     | 60.10 | 60.89 | 59.42 | 61.65 | 61.97 | 59.77 | 61.97     | Recorde do campeonato |
| Medalha de prata  | Valarie Allman  | Estados Unidos           | 49.08 | 59.67 | x     | 54.00 | 55.74 | x     | 59.67     |                       |
| Medalha de bronze | Maggie Ewen     | Estados Unidos           | 58.71 | x     | x     | 59.00 | 58.60 | x     | 59.00     |                       |
| 4                 | Rachel Andres   | Canadá                   | 53.40 | 54.27 | 55.65 | 53.99 | 55.05 | 54.14 | 55.65     |                       |
| 5                 | Trevia Gumbs    | Ilhas Virgens Britânicas | x     | 46.95 | x     | 44.75 | x     | x     | 46.95     |                       |
| 6                 | Tiara Derosa    | Bermudas                 | 36.63 | x     | 40.47 | 42.00 | 42.47 | 43.01 | 43.01     |                       |
| 7                 | Shadae Lawrence | Jamaica                  |       |       |       |       |       |       | DNS       |                       |
| 7                 | Tynelle Gumbs   | Ilhas Virgens Britânicas |       |       |       |       |       |       | DNS       |                       |

### Lançamento de martelo
Final   – 10 de agosto
| Posição           | Atleta          | Nacionalidade            | #1    | #2    | #3    | #4    | #5    | #6    | Resultado | Notas                 |
| ----------------- | --------------- | ------------------------ | ----- | ----- | ----- | ----- | ----- | ----- | --------- | --------------------- |
| Medalha de ouro   | DeAnna Price    | Estados Unidos           | 73.92 | 74.60 | 74.14 | x     | x     | x     | 74.60     | Recorde do campeonato |
| Medalha de prata  | Jillian Weir    | Canadá                   | 66.59 | 69.00 | x     | 71.96 | 69.95 | 69.97 | 71.96     |                       |
| Medalha de bronze | Brooke Andersen | Estados Unidos           | 70.05 | x     | 67.09 | 68.09 | x     | 67.53 | 70.05     |                       |
| 4                 | Tynelle Gumbs   | Ilhas Virgens Britânicas | 58.78 | x     | x     | 53.49 | x     | x     | 58.78     |                       |

### Lançamento de dardo
Final   – 12 de agosto
| Posição           | Atleta          | Nacionalidade  | #1    | #2    | #3    | #4    | #5    | #6    | Resultado | Notas |
| ----------------- | --------------- | -------------- | ----- | ----- | ----- | ----- | ----- | ----- | --------- | ----- |
| Medalha de ouro   | Ariana Ince     | Estados Unidos | 58.25 | 52.27 | 57.72 | 57.11 | x     | 59.59 | 59.59     |       |
| Medalha de prata  | Bethany Drake   | Estados Unidos | 54.71 | 51.45 | 50.59 | 50.13 | x     | 54.07 | 54.71     |       |
| Medalha de bronze | Coralys Ortiz   | Porto Rico     | 48.71 | 51.51 | 54.71 | 51.77 | 51.12 | 53.11 | 54.71     |       |
| 4                 | Rachel Andres   | Canadá         | 41.70 | 41.00 | 43.40 | 41.13 | x     | –     | 43.40     |       |
| 5                 | Kateema Riettie | Jamaica        |       |       |       |       |       |       | DNS       |       |

Legenda
| Recorde mundial       | Recorde mundial (World record)               |                       | Recorde africano                      | Recorde africano (African) |                                           | Q | Classificado por posição (Qualified) |
| Recorde do campeonato | Recorde do campeonato (Championship record)  | Recorde da América    | Recorde da América (Americas)         | q                          | Classificado por melhor tempo (Qualified) |   |                                      |
| Melhor marca do ano   | Melhor marca do ano (World leading)          | Recorde asiático      | Recorde asiático (Asian)              | DNS                        | Não largou (Did not start)                |   |                                      |
| Recorde nacional      | Recorde nacional (National record)           | Recorde europeu       | Recorde europeu (European)            | DNF                        | Não terminou (Did not finish)             |   |                                      |
| Recorde pessoal       | Recorde pessoal do atleta (Personal best)    | Recorde da Oceania    | Recorde da Oceania (Oceania)          | DSQ / DQ                   | Desclassificado (Disqualified)            |   |                                      |
| Recorde da temporada  | Recorde da temporada do atleta (Season best) | Recorde sul-americano | Recorde sul-americano (South America) | NM                         | Sem marca (No mark)                       |   |                                      |